# Air France
Die Air France mit Sitz in Roissy-Charles de Gaulle Cedex ist die nationale Fluggesellschaft Frankreichs. Sie ist eine der weltgrößten Fluggesellschaften und Gründungsmitglied der Luftfahrtallianz SkyTeam. Ihre Drehkreuze befinden sich am Flughafen Paris-Charles-de-Gaulle und am Flughafen Paris-Orly. Zusammen mit der niederländischen KLM Royal Dutch Airlines bildet Air France die börsennotierte Holdinggesellschaft Air France-KLM.

## Geschichte

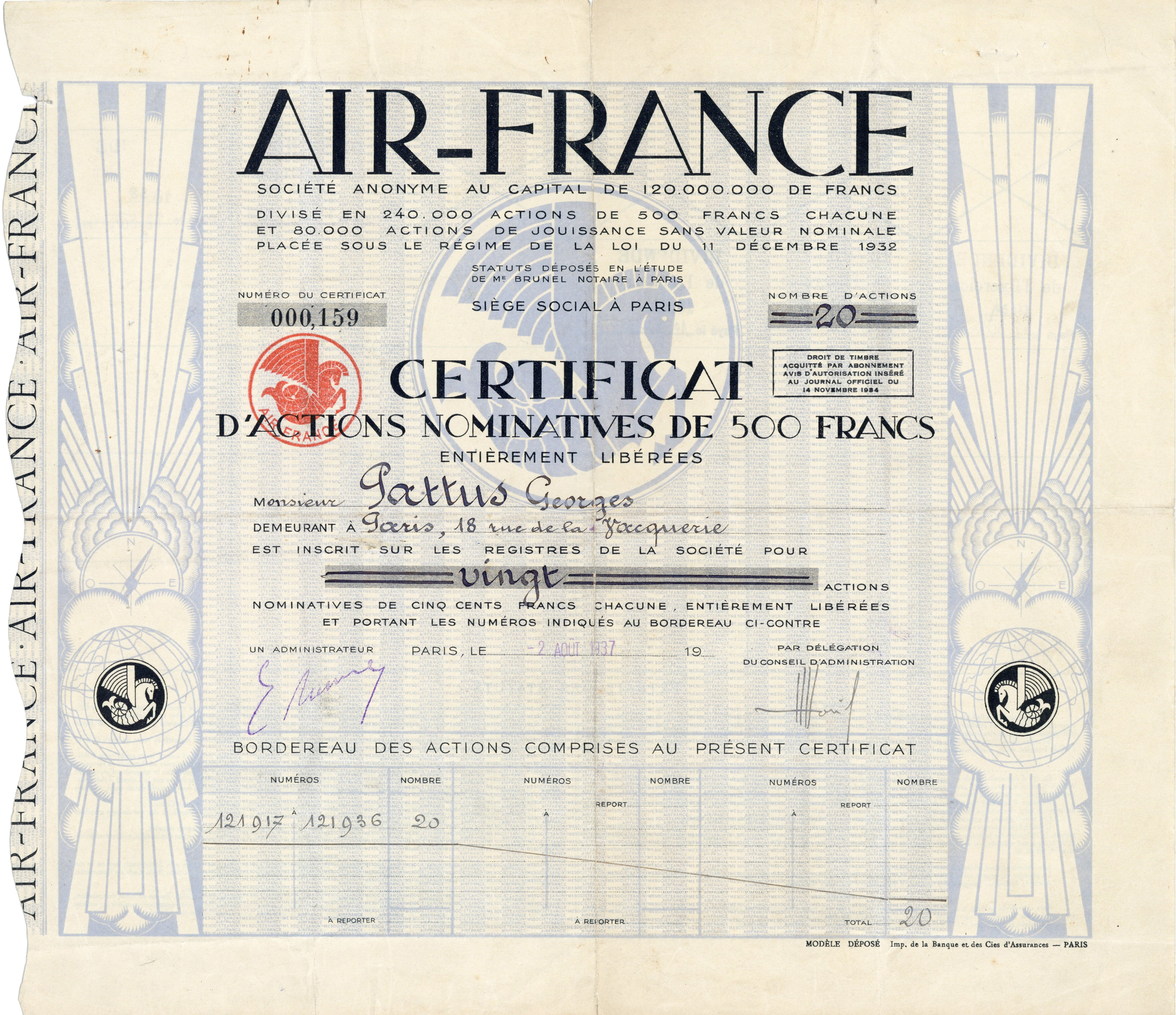
Aktie der Air France S.A. über 20 Anteile zu je 500 Francs, ausgegeben in Paris am 2. August 1937, mit Unterschrift ihres Gründers Ernest Roume als Präsident

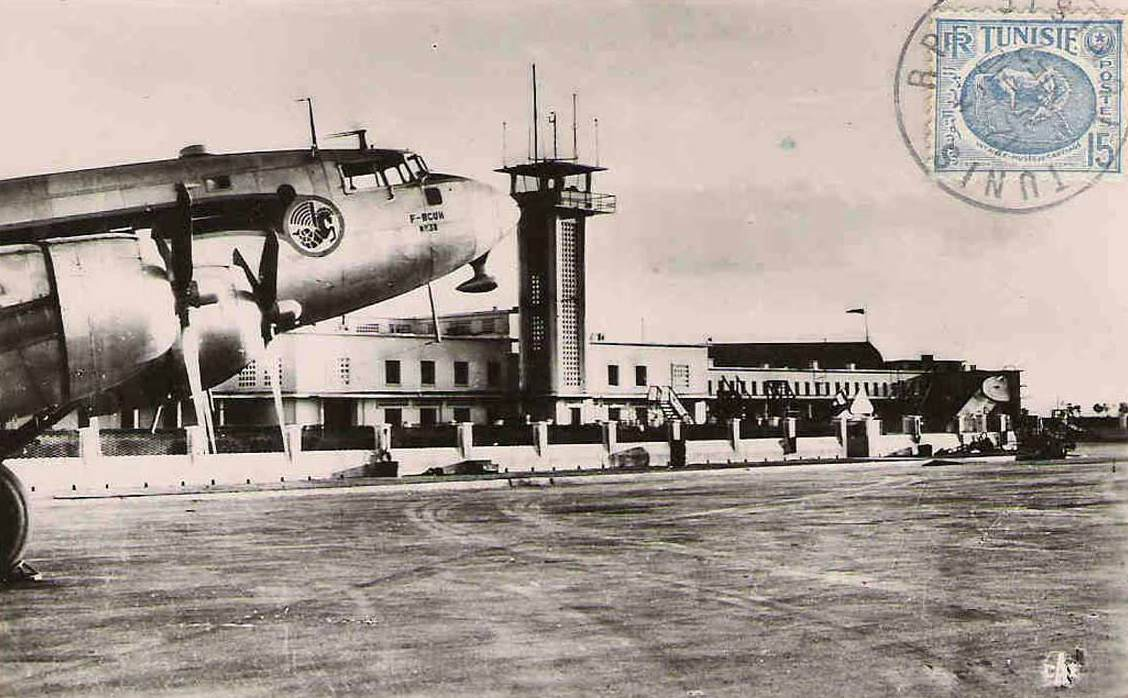
Sud-Est SE.161 der Air France im Jahr 1952

### Gründung und erste Jahre
Air France ist 1933 durch eine Fusion entstanden. Im Jahr 1909 wurde die Compagnie Générale Transaérienne gegründet, die mit Luftschiffen den Flugverkehr in Paris aufnahm. Postflüge führte ab 1918 die Lignes Latécoère durch. Ebenfalls in diesem Jahr entstanden mit Aéronavale, Messageries Aériennes, Grands Express Aériens, Lignes Farman und Messageries Trans-aériennes neue Passagierfluggesellschaften. Im Jahr 1920 wurde die Compagnie de Navigation Franco-Roumaine gegründet. Im Jahr 1921 kam es dann zur ersten Fusion, die Compagnie Générale Transaérienne wurde von Messageries Aériennes übernommen; weitere folgten 1923, als Messageries Aériennes und Grands Express Aériens zur Air Union wurden. Dieser Trend setzte sich fort, 1926 wurde L’Aéronavale von Air Union übernommen und die Aéropostale wurde Nachfolgerin der Lignes Latécoère.
Im Jahr 1933 vereinigten sich Air Orient, Air Union, Société Générale de Transport Aérien (vormals Lignes Farman) und die CIDNA zur Société Centrale pour l’Exploitation de Lignes Aériennes (SCELA). Nach der Übernahme der bankrotten Aéropostale im August 1933 wurde die Gesellschaft in Air France umbenannt, die offizielle Präsentation fand am 7. Oktober 1933 am Flughafen in Le Bourget bei Paris statt. Sie übernahm von Air Orient das Symbol der Fluggesellschaft, ein geflügeltes Seepferdchen, und die Geschäftsräume in der Pariser Rue Marbeuf.
Bis zum Zweiten Weltkrieg existierten neben Air France und der Tochter Air France Transatlantique mit Aéromaritime und Air Afrique, die beide Afrika bedienten, sowie der Luftpostgesellschaft Air Bleu drei weitere französische Fluggesellschaften.
Am 10. Mai 1940 begann die Wehrmacht den Westfeldzug; am 22. Juni unterschrieb Frankreich den kapitulationsähnlichen Waffenstillstand von Compiègne. Er beendete die Dritte Französische Republik und das Vichy-Regime entstand. Die Flugzeuge der Air France kamen zur deutschen Lufthansa. Als einziges Zugeständnis ließ Adolf Hitler die inneren Verhältnisse der französischen Kolonien unangetastet, da sie militärisch keine Rolle zu spielen schienen.

### Nachkriegszeit

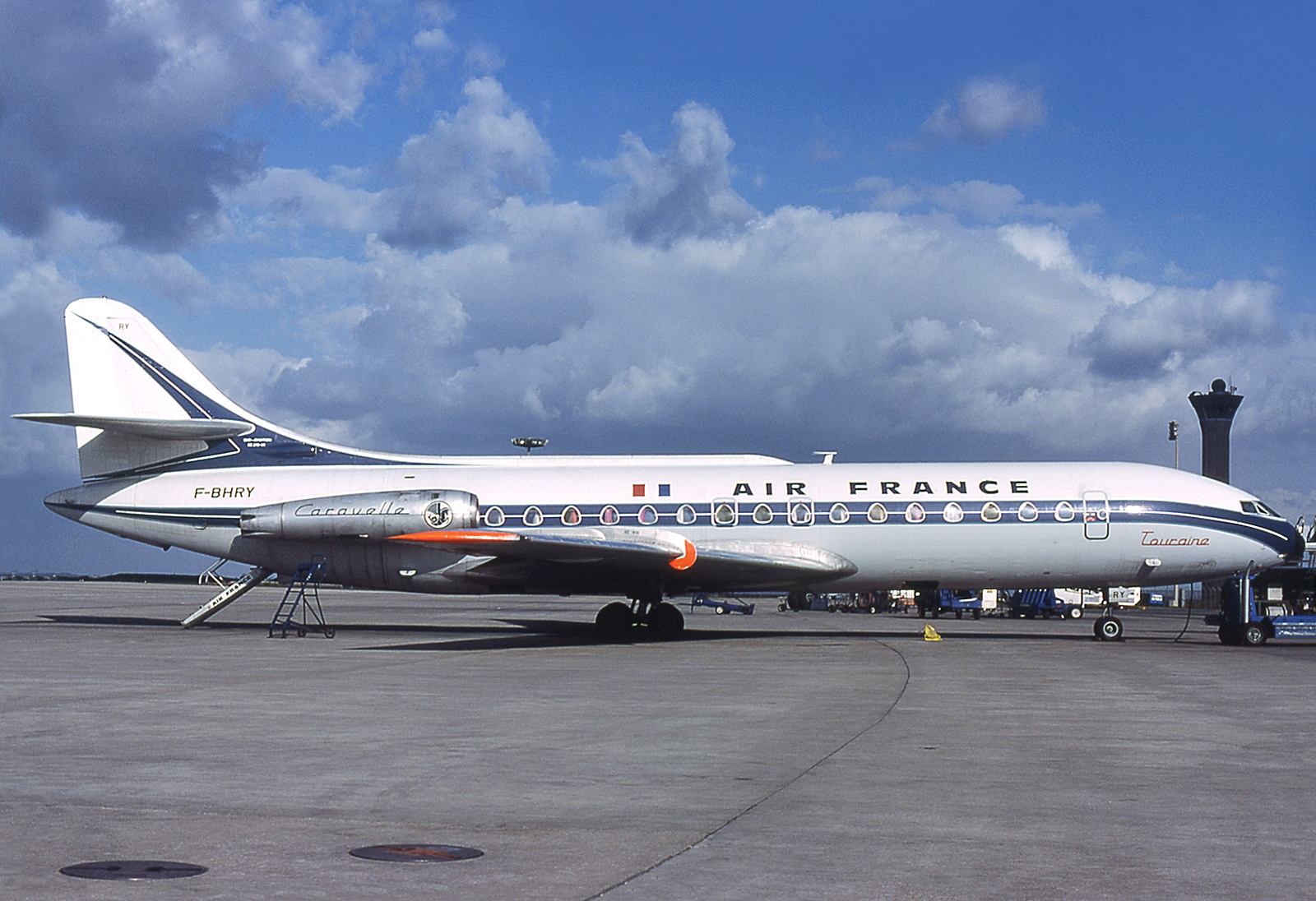
Sud Aviation Caravelle der Air France im Jahr 1980

Unter Charles de Gaulle entstanden in Damaskus die Lignes Aériennes Militaires (LAM), um die unbesetzten Gebiete Frankreichs zu verbinden. Aus den LAM ging 1945 das Réseau des Lignes Aériennes Françaises (RLAF) hervor. Am 26. Juni 1945 wurde die zuvor private Air France verstaatlicht und für den gesamten französischen Flugverkehr zuständig; am 29. Dezember beendete das RLAF deren Tätigkeit. Air France wurde Mitglied der IATA.
Die französische Regierung erlaubte die Gründung der privaten Gesellschaften TAI (Transports Aériens Intercontinentaux) 1946 und der SATI 1948. Diese firmierte 1949 in 'Union Aéromaritime de Transport' (UAT) um. Am 12. November 1954 wurde Air Inter als Fluggesellschaft für Inlandsverbindungen gegründet. Zu den Aktionären zählten unter anderem Air France und die staatliche Eisenbahn SNCF. UTA entstand durch Fusion der TAI und UAT, die neue Gesellschaft konnte nach einer Neuverteilung der Konzessionen durch die französische Regierung verschiedene lukrative Strecken von Air France (1955) über 160 Flugzeuge übernehmen.
Am 14. März 1969 gründeten Air France, Alitalia, Lufthansa und Sabena das ATLAS-Konsortium, um die Schulungs-, Betriebs- und Wartungskosten bei der Einführung der bestellten Großraumflugzeuge des Typs Boeing 747 so gering wie möglich zu halten. Die Unternehmen teilten unter anderem die Wartungsarbeiten sowie die Ersatzteilbeschaffung untereinander auf und legten einheitliche Normen bei den verwendeten Komponenten fest.

### Entwicklung ab den 1980er Jahren

Logo bis 2009

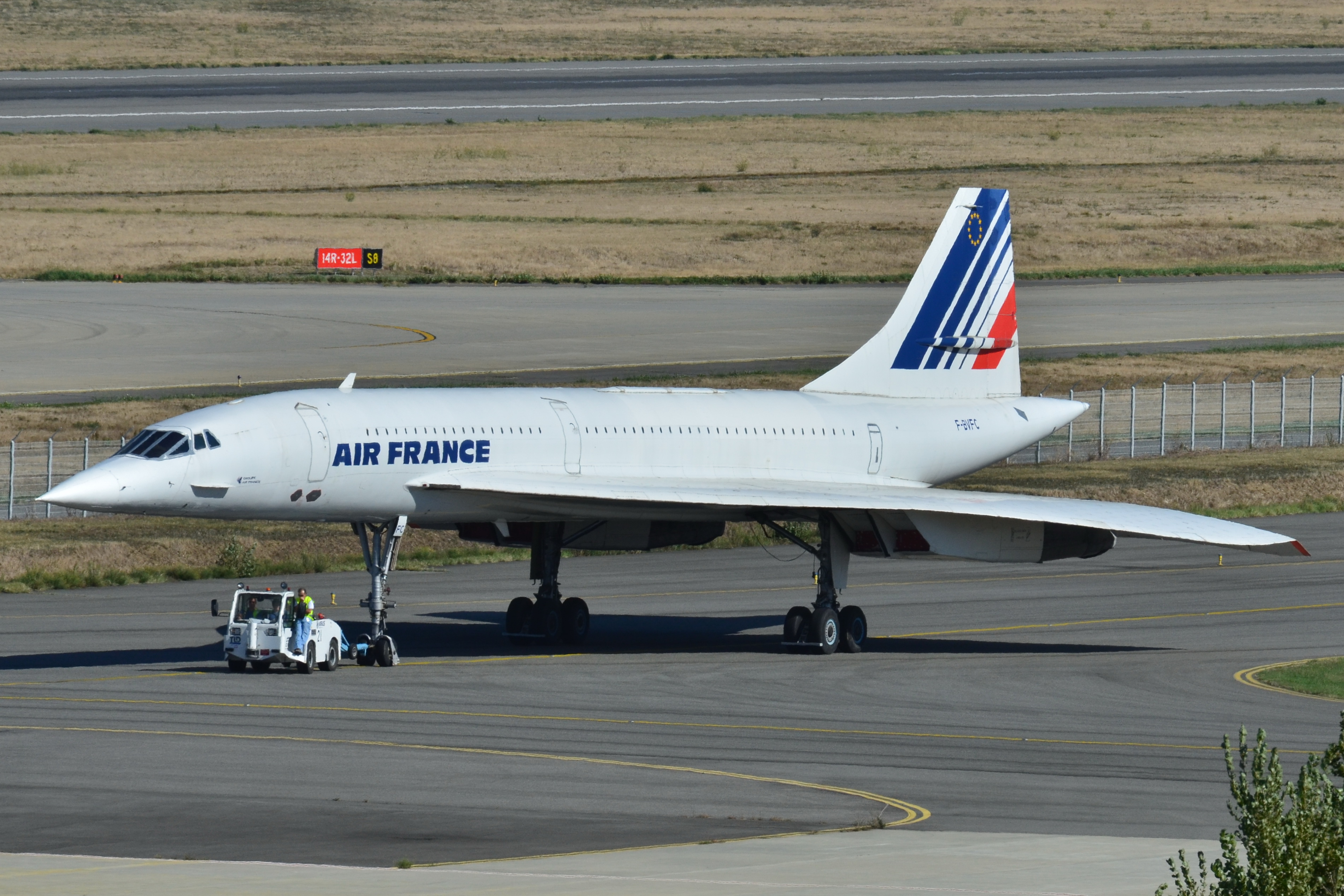
Concorde der Air France im Jahr 2012

Im Jahr 1988 gründete Air France auf Bestreben der Lufthansa die Gesellschaft EuroBerlin France, an der die Lufthansa beteiligt war, um Zugang nach West-Berlin zu erhalten. Nach der deutschen Wiedervereinigung stellte die Firma ihre Dienste 1992 wieder ein. In der Luftfahrtkrise Anfang der 1990er Jahre begann eine Konsolidierung auf dem französischen Markt. Am 12. Januar 1990 beteiligte sich Air France an der Union de Transports Aériens und deren Tochterfirma Aéromaritime. Zusammen mit Air Inter und der Air Charter bildeten sie die „Groupe Air France“. Im Jahr 1992 wurde UTA von Air France vollständig übernommen, die neue Gesellschaft besaß dadurch auch die Mehrheit der Air Inter-Aktien.
Air Inter ging nach Restrukturierungsmaßnahmen am 12. September 1997 in der Air France auf.
British Airways und später Swissair versuchten mit den Gesellschaften TAT, AOM und Air Liberté der Air France in Frankreich Konkurrenz zu machen, scheiterten jedoch und zogen sich wieder zurück.
Am 3. Juni 1998 verlor Air France die Bezeichnung „Staatliche Gesellschaft“, seit dem 22. Februar 1999 wird sie an der Börse gehandelt. 72 % der Mitarbeiter halten Aktien an ihrem Unternehmen. Im Juni 1999 beschlossen Air France und die amerikanische Delta Air Lines eine langfristige Partnerschaft und gründeten am 22. Juni zusammen mit Korean Air und Aeroméxico die Luftfahrtallianz „SkyTeam“, in die später weitere Fluggesellschaften aufgenommen wurden.

Boeing 737-500 der Air France im Jahr 2001, der Typ wurde bis ins Jahr 2007 eingesetzt

### Air France seit dem Zusammenschluss mit KLM
Im Mai 2004 übernahm Air France die niederländische Fluggesellschaft KLM Royal Dutch Airlines über einen Aktientausch. Bis 2008 mussten beide Linien aus rechtlichen Gründen als eigenständige Firmen geführt werden. Das fusionierte Unternehmen war zum Zeitpunkt der Fusion das größte Luftfahrtunternehmen Europas und gemessen am Umsatz die größte Fluggesellschaft der Welt; die gemeinsame Holding Air France-KLM ist seither an der Börse notiert, gleichzeitig wurde durch die Fusion der Anteil des französischen Staats auf unter 50 % reduziert; die Marke und die Luftlinie Air France wurden in der Folge filialisiert. KLM und Air France behalten bis auf weiteres ihre eigenständigen Marken und kooperieren u. a. über SkyTeam.
Durch die Weltwirtschaftskrise ab 2007 geriet Air France zum ersten Mal seit der Übernahme der KLM in die Verlustzone. Für das Geschäftsjahr 2008/2009 wurde ein Verlust von 814 Millionen Euro verbucht.

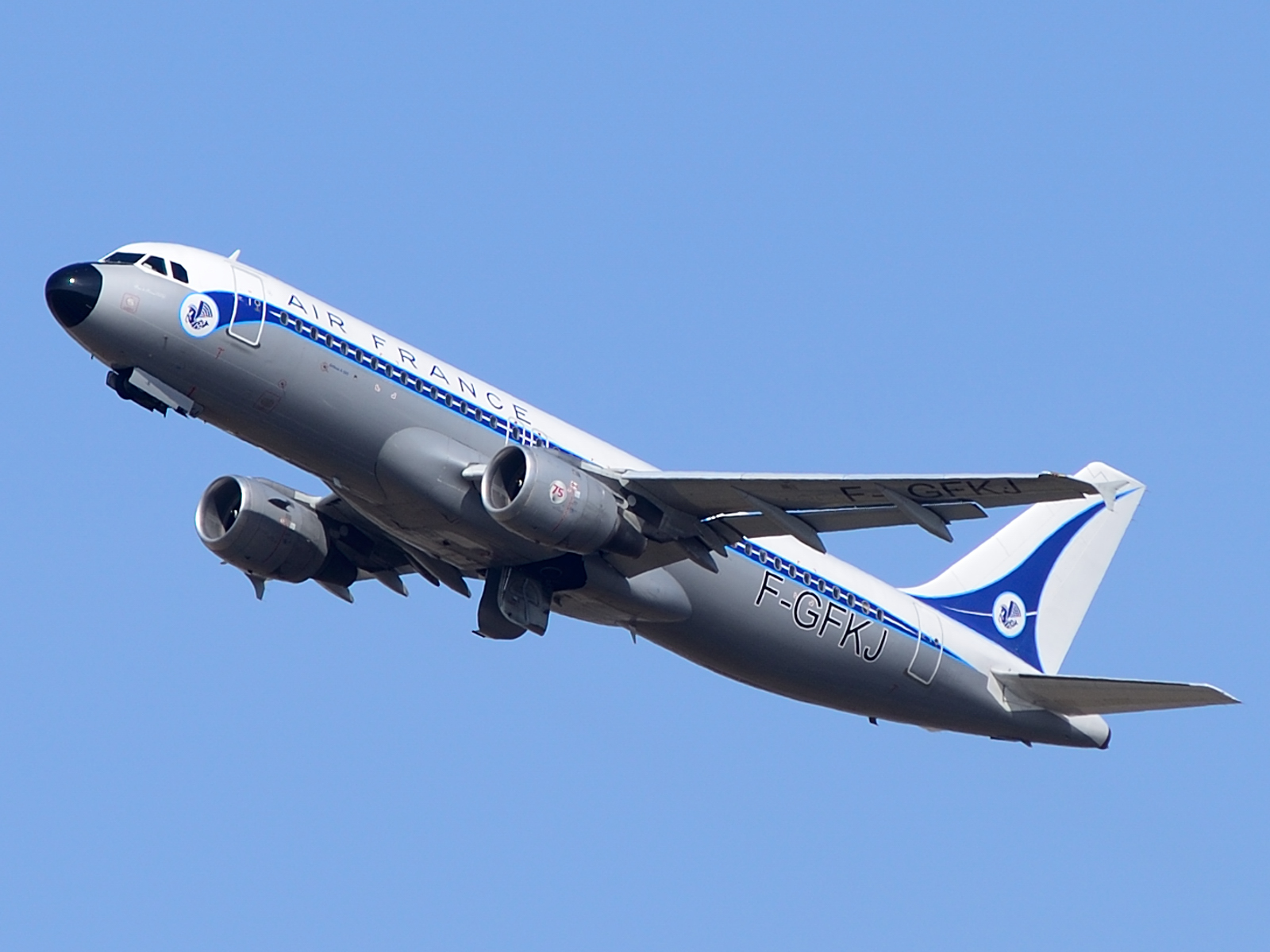
Airbus A320-200 der Air France in Retrobemalung

Im September 2011 kündigte Air France-KLM eine Großbestellung über bis zu 110 Langstreckenflugzeuge der Typen Airbus A350 und Boeing 787 an.
Am 10. Januar 2012 meldete Boeing eine Festbestellung von 25 787-9 durch Air France-KLM mit einer Option über 25 weitere Maschinen.
Anfang 2012 beschloss Air France ein Programm namens Transform 2015, mit dem binnen drei Jahren zwei Milliarden Euro eingespart werden sollen. 5.000 Stellen sollen in diesem Zeitraum abgebaut werden. 2012 machte Air France einen Nettoverlust von knapp 1,2 Milliarden Euro. Im ersten Quartal 2013 verbuchte Air France einen weiteren Verlust von 530 Millionen Euro.
Im Juni 2013 bestellte Air France-KLM 25 Airbus A350-900 mit einem Listenpreis von 7,2 Milliarden US-Dollar inklusive weiterer 25 Optionen. Die Flugzeuge sollen ab 2017 im Linienbetrieb bei Air France eingesetzt werden, später auch bei KLM.
Am 31. Oktober 2013 verkündete Air France, dass die letzten beiden Bestellungen für den Airbus A380 möglicherweise in andere Bestellungen umgewandelt werden. Am 17. März 2016 ließ Air France die letzten zwei A380-800 auf drei weitere A350-900 umschreiben.
Am 14. Januar 2016 verabschiedete Air France ihre letzten beiden Boeing 747-400 mit Panoramarundflügen mit den Flugnummern AF744 und AF747. Anschließend wurden die Flugzeuge am 16. und 17. Januar 2016 vor dem Musée de l’air et de l’espace am Flughafen Le Bourget ausgestellt. Am 28. Januar 2016 flog die letzte 747 mit der Patrouille de France in Formation. Der Liniendienst endete bereits am 11. Januar 2016 mit einem Flug vom Flughafen Mexiko-Stadt zum Flughafen Paris-Charles-de-Gaulle. Die Gesellschaft betrieb die 747 in mehreren Varianten seit Sommer 1970. Die Frachtversion 747-400F wurde bereits geraume Zeit zuvor ausgemustert.
Weibliche Mitarbeiter von Air France wurden in einem internen Schreiben informiert, dass sie bei Flügen nach Teheran in Zukunft „Hosen und eine locker sitzende Jacke“ tragen müssen, und ihr Haar beim Verlassen des Flugzeugs mit einem Kopftuch bedecken müssen. Diese Vorschrift gilt bereits bei Flügen in einige andere Länder, darunter Saudi-Arabien. Nach Gewerkschaftsprotesten will Air France eine Ausnahmeregelung einführen, bei der weibliches Personal, welches kein Kopftuch tragen möchte, für andere Flüge eingeteilt wird. Ein schwuler Steward der Air France forderte außerdem, dass homosexuelle Mitarbeiter nicht auf Flügen in den Iran eingesetzt werden, weil dort auf Homosexualität die Todesstrafe (bei Minderjährigen 74 Peitschenhiebe) steht.
Ab 2019 plante Air France eine deutliche Verkleinerung ihrer Airbus A380 Flotte von zehn auf fünf Maschinen bis schließlich hin zu einer kompletten Ausmusterung bis Ende 2022.
Als Beginn der Ausmusterung wurde am 20. Februar 2020 der Airbus A380 F-HPJB auf dem Flughafen Knock (Irland) abgestellt. Die erst 10 Jahre alte Maschine wurde an den Eigentümer und Leasinggeber Dr. Peters Group (Dortmund) zurückgegeben. Im Zuge der COVID-19-Pandemie wurde die Ausmusterung bereits am 26. Juni 2020 mit einem Abschiedsflug abgeschlossen.

## Tochterunternehmen und Beteiligungen

### Fluggesellschaften

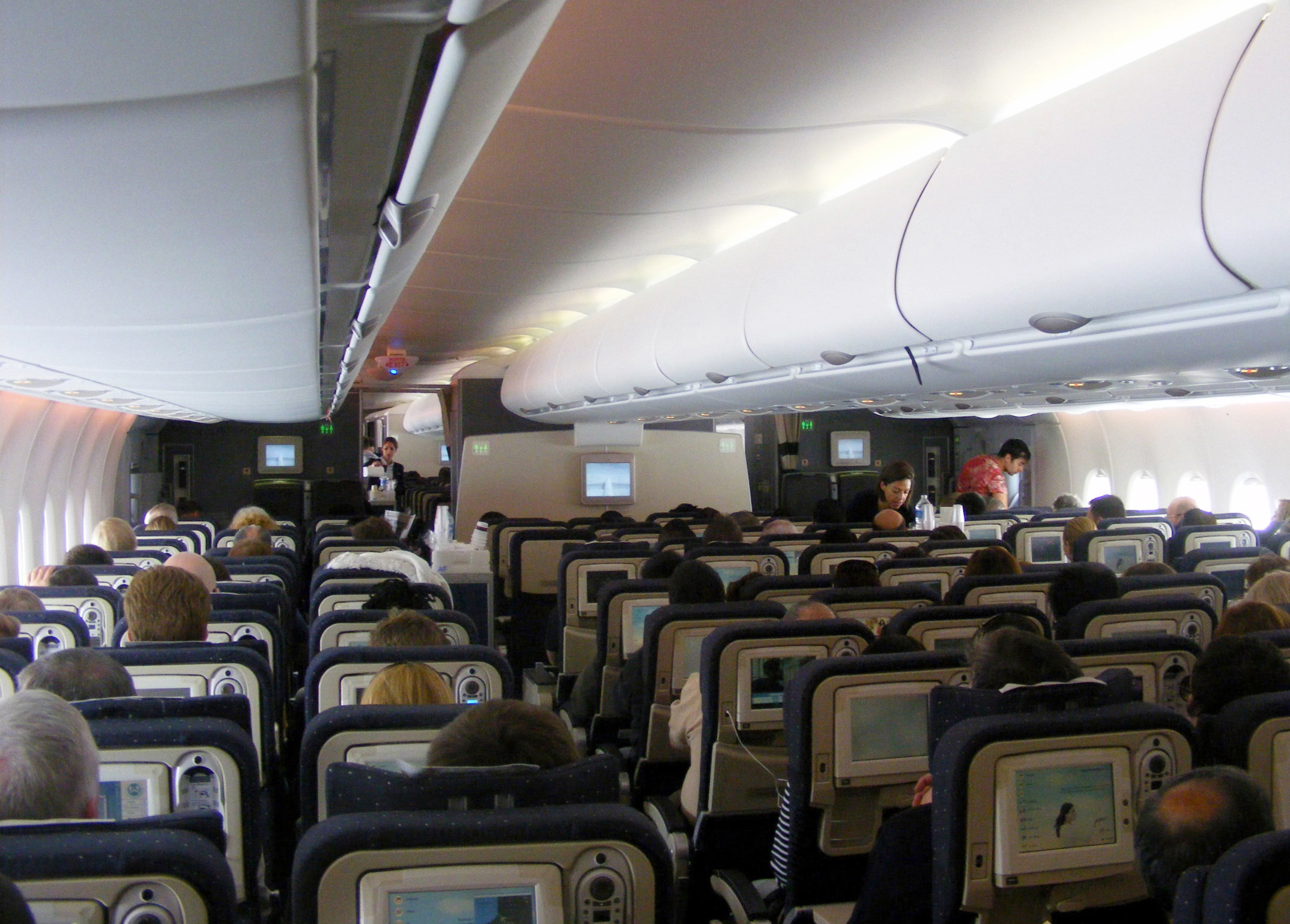
Economy-Klasse an Bord eines Airbus A380-800 der Air France

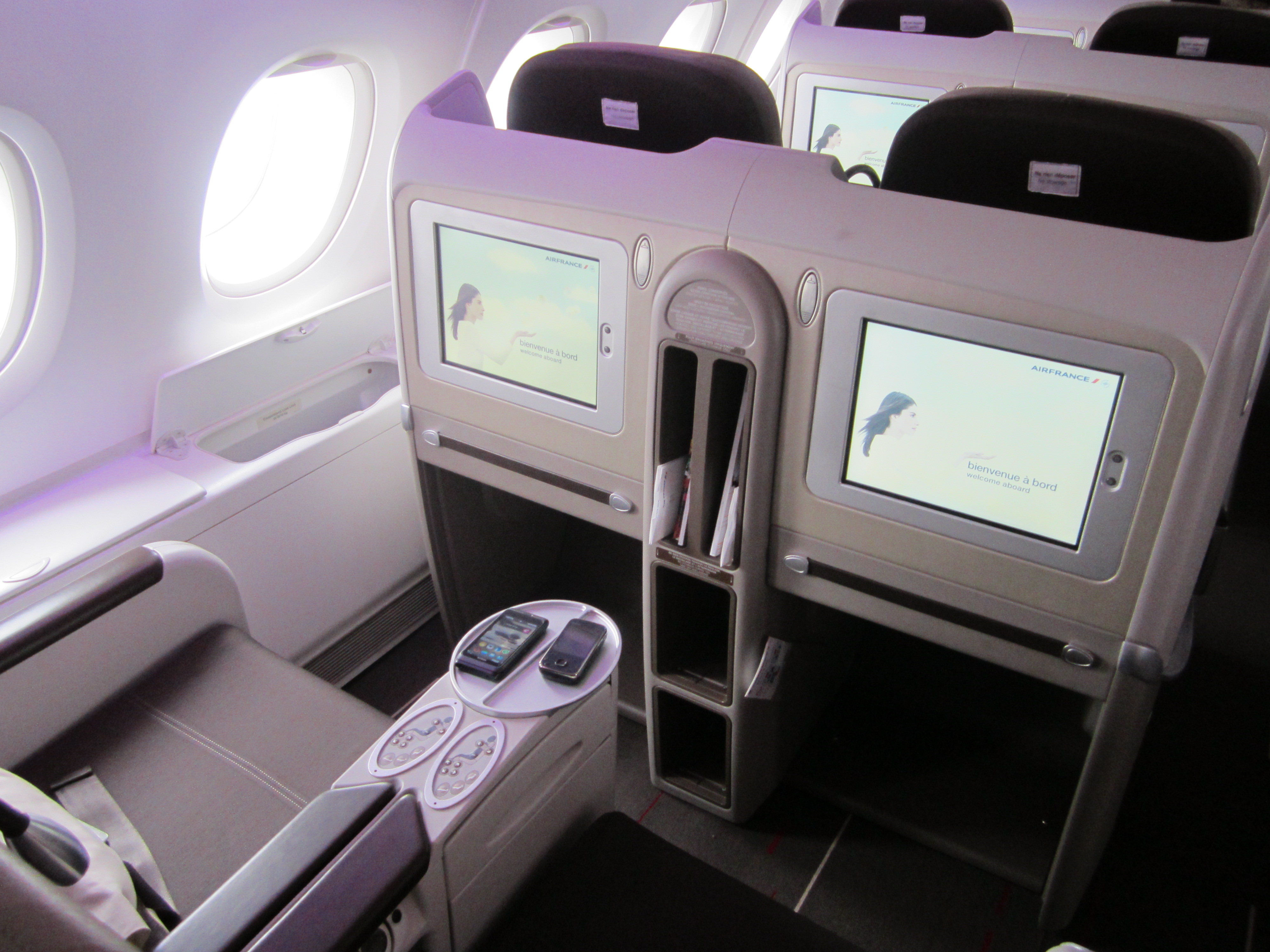
Business-Klasse an Bord eines Airbus A380-800 der Air France

In den 1990er Jahren erließ die französische Regierung Gesetze zum Schutz kleinerer Regionalfluggesellschaften, wodurch Air France bis heute keine Flugzeuge mit weniger als 100 Sitzplätzen betreiben darf. Solche werden stattdessen von Partnerunternehmen betrieben, die inzwischen von Air France aufgekauft wurden und deren Flugzeuge in der Regel die Bemalung der Air France tragen. Die irische CityJet und die in der Bretagne beheimatete Brit Air gehörten zu 100 % Air France, ebenso die Gesellschaft Régional, die 2001 aus der Fusion von Flandre Air, Proteus Airlines und Regional Airlines entstand. CityJet wurde im April 2014 verkauft an die deutsche Intro Aviation.
Bis 2016 wurde das Angebot von Régional, Brit Air und Airlinair sukzessive unter der Anfang 2013 gegründeten Marke Hop! zusammengeführt. Anfang 2019 wurde diese umbenannt in Air France Hop und damit stärker angelehnt an den Marktauftritt der Muttergesellschaft.

### Weitere Unternehmen
Die Groupe Air France ist Eigentümerin der Beratungsfirma „Air France Consulting“, des Kundenkartenanbieters „Frequence Plus“ und der Beteiligungsgesellschaft „Air France Finance“ sowie den Reparatur- und Wartungsfirmen „Air France Industries“ und Société de Construction et de Réparation de Matériel Aéronautique (kurz „C.R.M.A.“) Die Firma „Servair“ (nicht zu verwechseln mit dem Konkurrenten Servisair) bietet hauptsächlich Flugzeugmenüs, Passagierabfertigung und Flugzeugreinigungen an, Air France ist mit 88,03 % daran beteiligt. Der französische Ableger des Buchungssystems „Amadeus“ gehört zu 66 % der Air France. „Sodexi“, zu 60 % in Air-France-Besitz, ist auf Expressfracht spezialisiert.

## Flugziele
Air France bedient von ihren Drehkreuzen in Paris-Charles-de-Gaulle und Paris-Orly zahlreiche Ziele in Europa, Afrika, Nord-, Mittel- und Südamerika sowie Asien an. Ab Paris-Orly werden hauptsächlich Inlandsflüge in Frankreich bedient. Bis 2026 soll Air France allerdings fast vollständig zum Flughafen CDG wechseln und der Betrieb ab ORY soll nur von der Tochtergesellschaft Transavia France weitergeführt werden. Grund dafür ist laut Air France eine geringere Nachfrage für Inlandsflüge ab Paris-Orly.
Im deutschsprachigen Raum werden in Deutschland Berlin Brandenburg, Bremen, Düsseldorf, Frankfurt, Hamburg, Hannover, München, Nürnberg und Stuttgart bedient. Weitere Ziele befinden sich mit Wien in Österreich sowie mit Genf und Zürich in der Schweiz.
Codesharing
Air France arbeitet darüber hinaus mit 50 Codeshare-Partnern zusammen, darunter hauptsächlich Mitglieder des SkyTeams. Darüber hinaus wurden Abkommen mit Fluggesellschaften anderer Luftfahrtallianzen und unabhängigen Gesellschaften abgeschlossen.

## Flotte

Flugzeuge der Air France
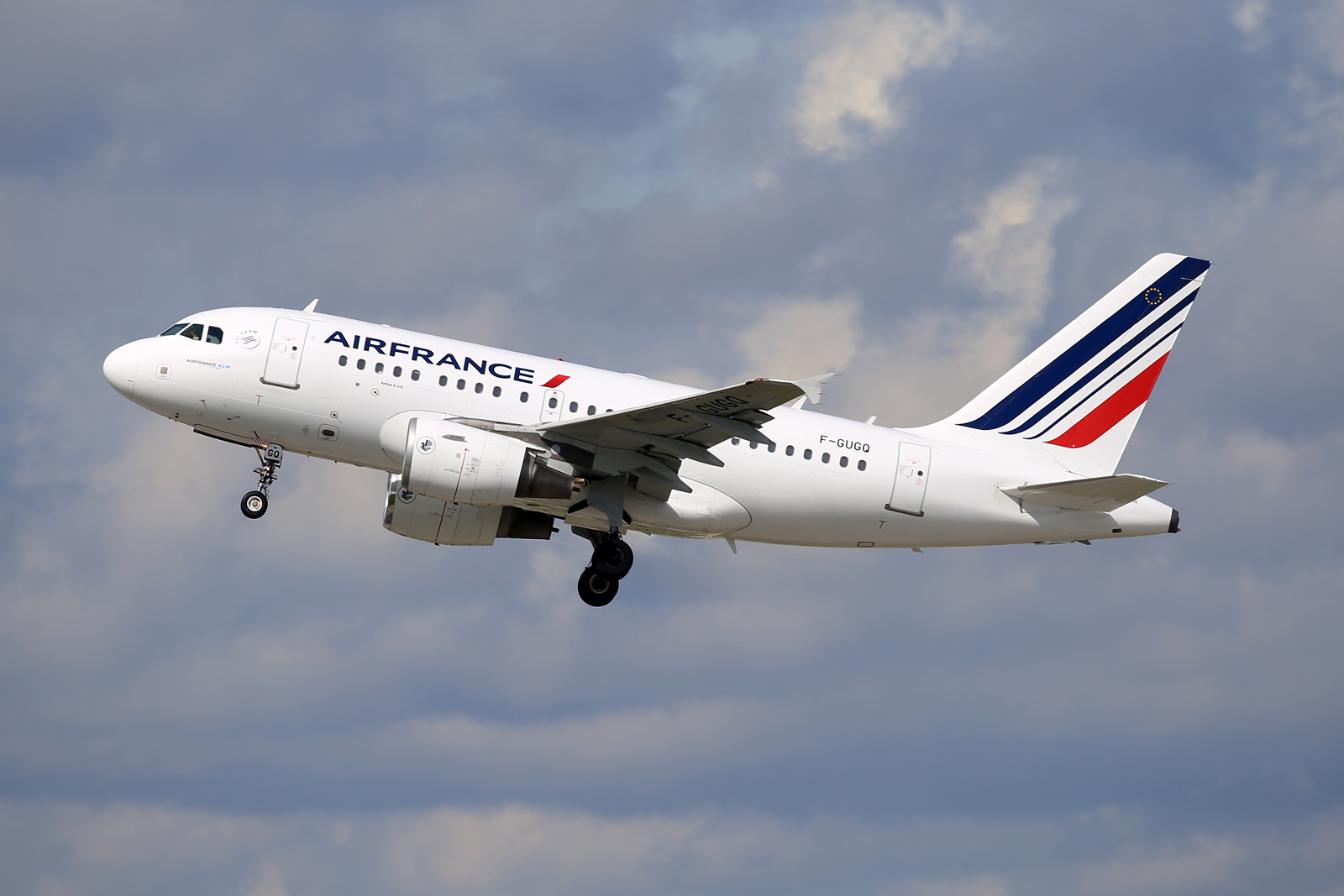
Airbus A318-100
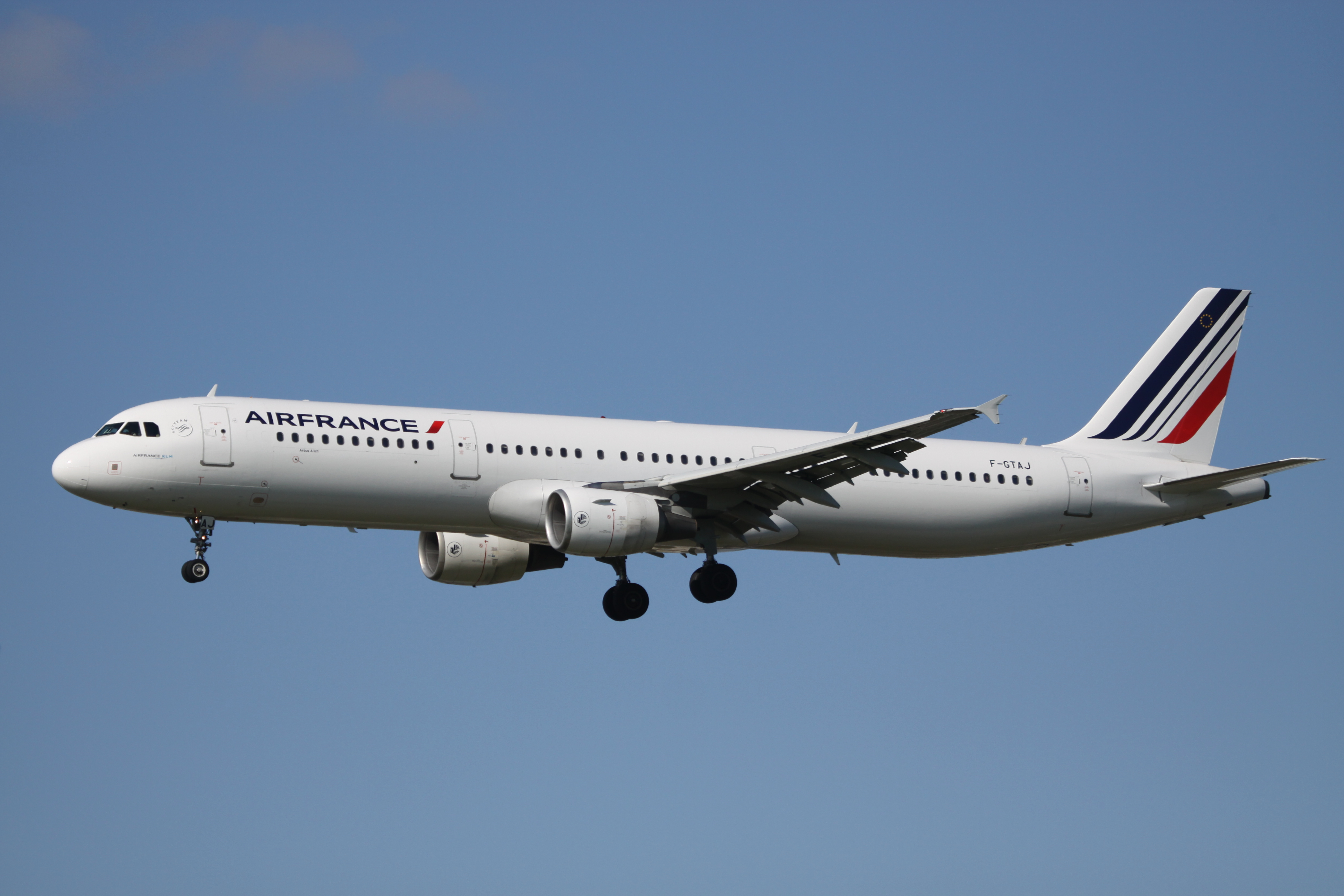
Airbus A321-200
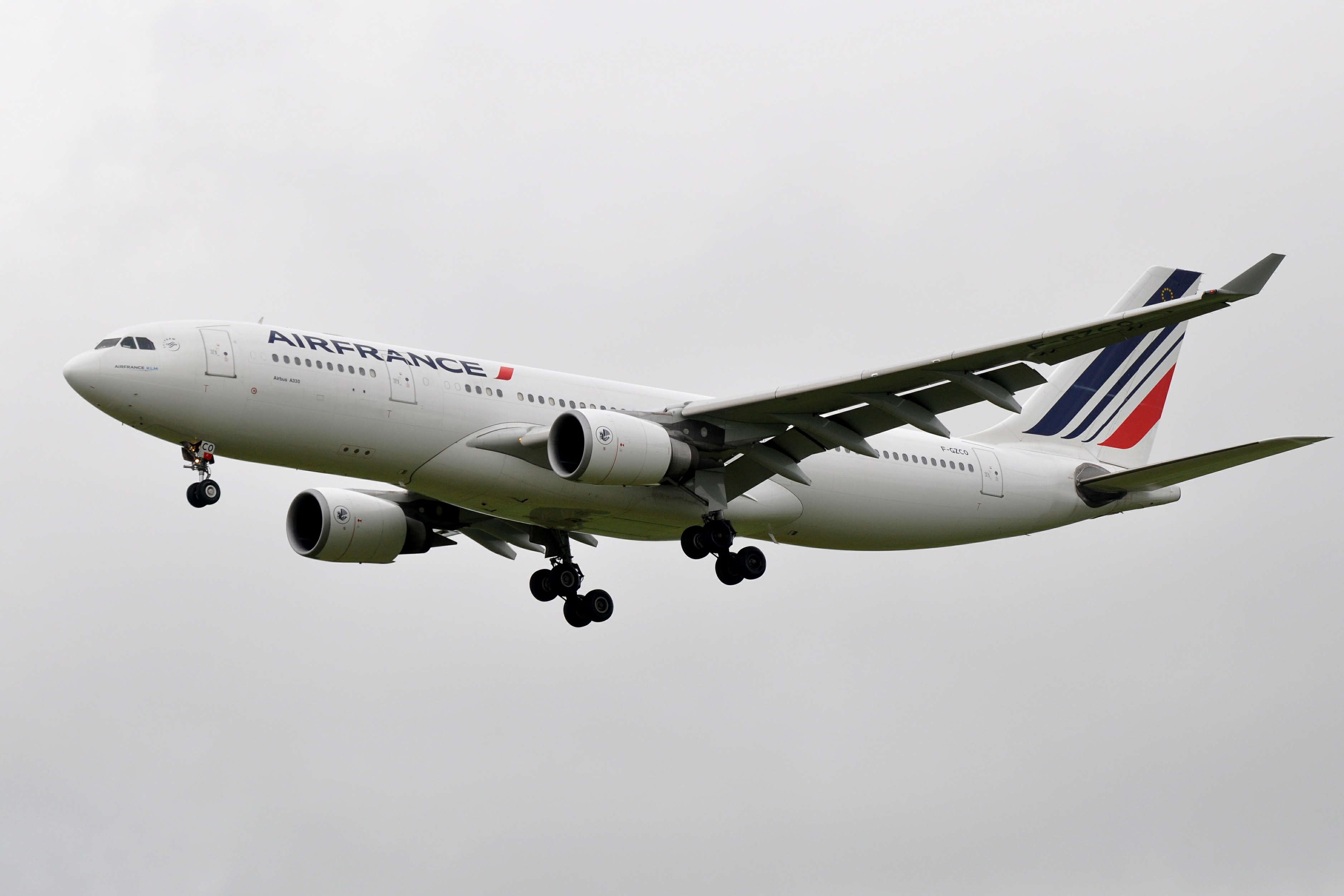
Airbus A330-200
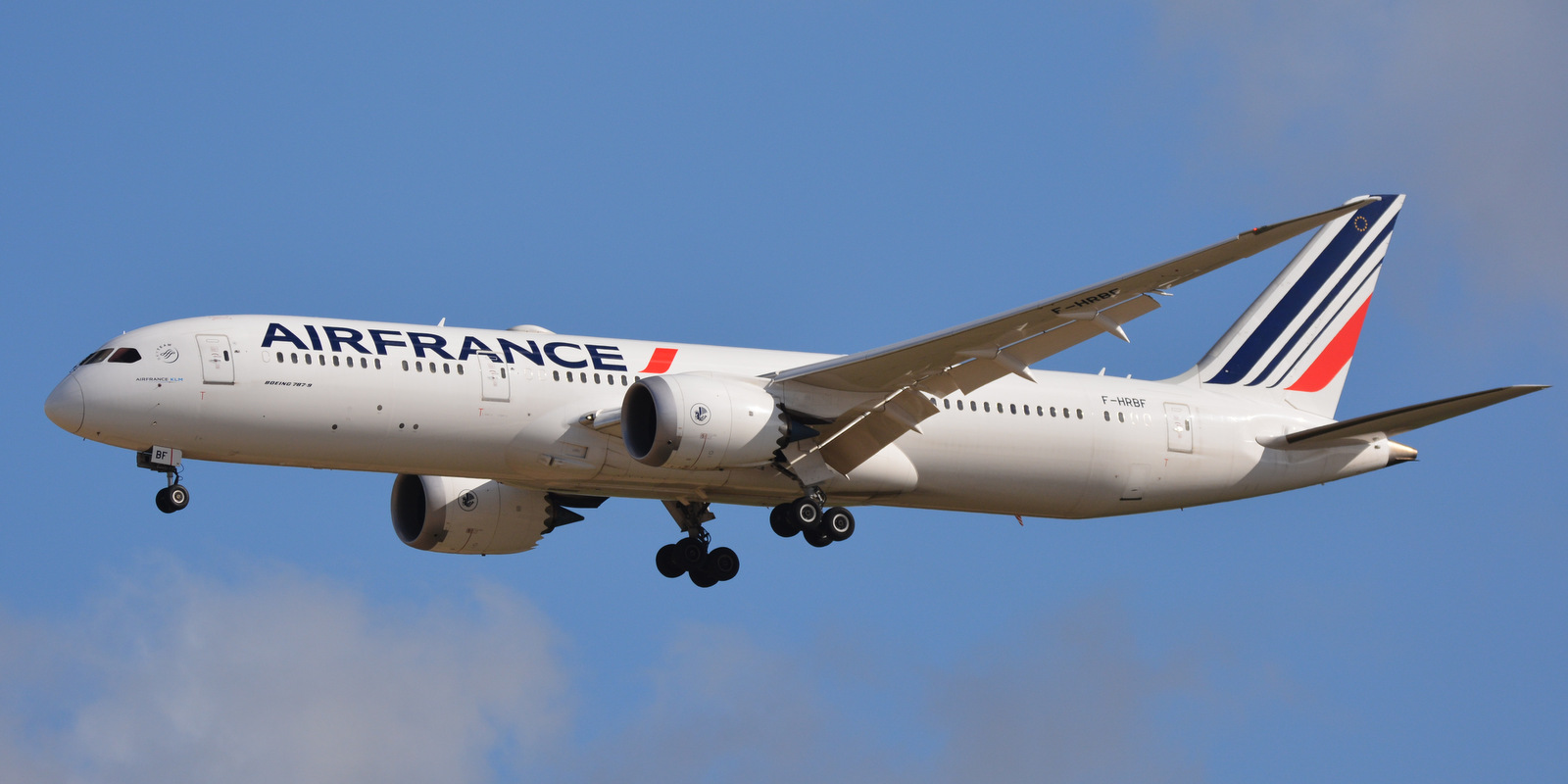
Boeing 787-9
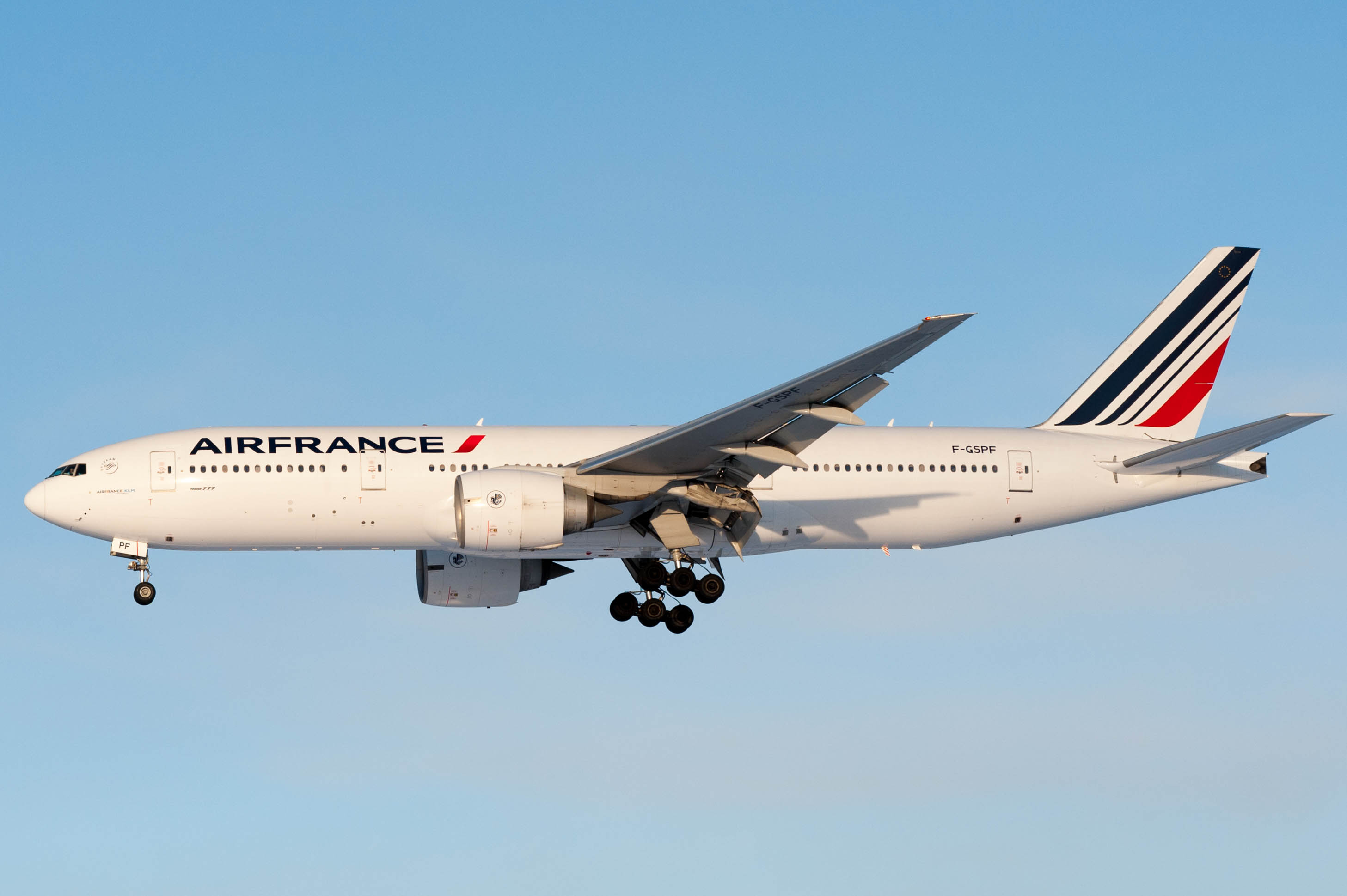
Boeing 777-200ER
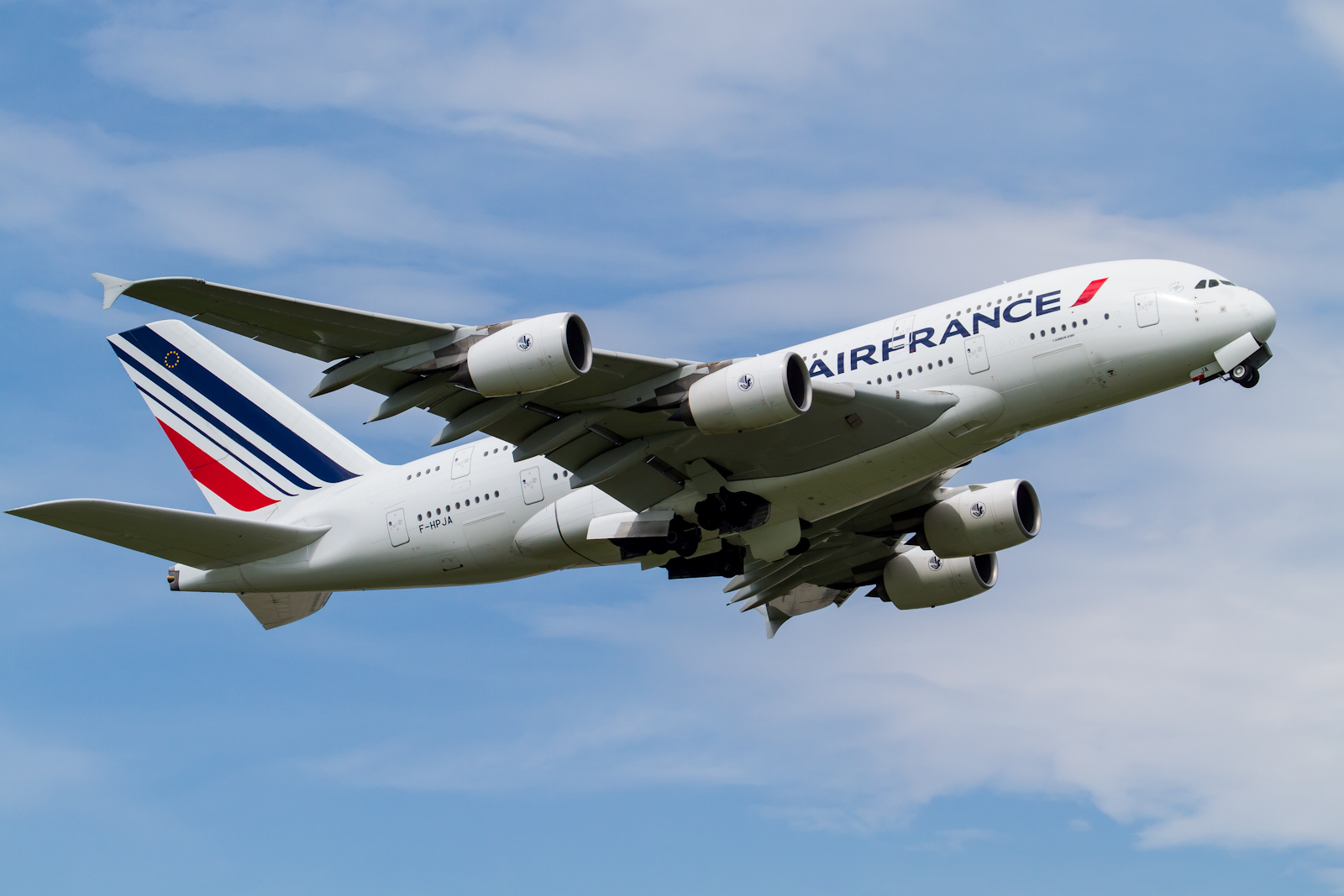
Airbus A380

### Air France
Mit Stand April 2025 besteht die Flotte der Air France aus 227 Flugzeugen mit einem Durchschnittsalter von 12,6 Jahren:
| Flugzeugtyp      | Anzahl | bestellt | Anmerkungen | Sitzplätze (First/Business/Eco+/Eco)                  | Durchschnittsalter |
| ---------------- | ------ | -------- | --- | ----------------------------------------------------- | ------------------ |
| Airbus A220-300  | 042    | 18       | 13 inaktiv; Auslieferung seit 2021; sollen Airbus A318-100 und A319-100 ersetzen; +30 Optionen und +30 Kaufrechte | 148 (-/-/-/148)                                       | 02,0 Jahre         |
| Airbus A318-100  | 06     |          | werden durch Airbus A220-300 ersetzt                                                                              | 122 (-/18/-/104)                                      | 18,5 Jahre         |
| Airbus A319-100  | 08     |          | werden durch Airbus A220-300 ersetzt                                                                              | 142 (-/-/-/142) 143 (-/-/-/143)                       | 23,8 Jahre         |
| Airbus A320-200  | 036    |          | drei inaktiv; sechs mit Sharklets ausgestattet                                                                    | 158 (-/14/-/144) 174 (-/-/-/174) 178 (-/-/-/178)      | 15,5 Jahre         |
| Airbus A321-100  | 04     |          | einer inaktiv | 212 (-/-/-/212)                                       | 30,2 Jahre         |
| Airbus A321-200  | 010    |          | einer inaktiv | 200 (-/-/-/200) 212 (-/-/-/212)                       | 18,3 Jahre         |
| Airbus A330-200  | 011    |          | zwei inaktiv | 224 (-/36/21/167)                                     | 22,3 Jahre         |
| Airbus A350-900  | 037    | 04       | einer inaktiv | 324 (-/34/24/266)                                     | 02,7 Jahre         |
| Airbus A350F     |        | 04       | Frachtflugzeuge der Air France Cargo                                                                              | Cargo                                                 | 0                  |
| Boeing 777-200ER | 018    |          | eine inaktiv; ältere Flugzeuge werden durch den Airbus A350-900 ersetzt                                           | 280 (-/40/24/216) 312 (-/28/24/260)                   | 24,8 Jahre         |
| Boeing 777-300ER | 043    |          | sechs inaktiv; Air France ist Erstkunde der 777-300ER                                                             | 296 (4/58/28/206) 381 (-/42/24/315) 472 (-/14/28/430) | 16,6 Jahre         |
| Boeing 777F      | 02     |          | Frachtflugzeuge der Air France Cargo                                                                              | Cargo                                                 | 16,4 Jahre         |
| Boeing 787-9     | 010    |          | eine inaktiv | 276 (-/30/21/225)                                     | 6,9 Jahre          |
| Gesamt           | 227    | 26       | |                                                       | 12,6 Jahre         |

Im September 2023 wurde eine Bestellung der Air France-KLM über 50 Airbus A350 bekannt gegeben, wobei die Aufteilung zwischen Air France und KLM unbekannt ist. Es handelt sich um 39 Airbus A350-900 und 11 Airbus A350-1000.

### Tochtergesellschaften und Franchise
| Fluggesellschaft | Anzahl | bestellt | Anmerkungen            |
| ---------------- | ------ | -------- | ---------------------- |
| Air Corsica      | 13     |          | Franchise-Gesellschaft |
| Air France HOP   | 36     |          |                        |
| Summe            | 49     | -        |                        |

### Ehemalige Sonderbemalungen

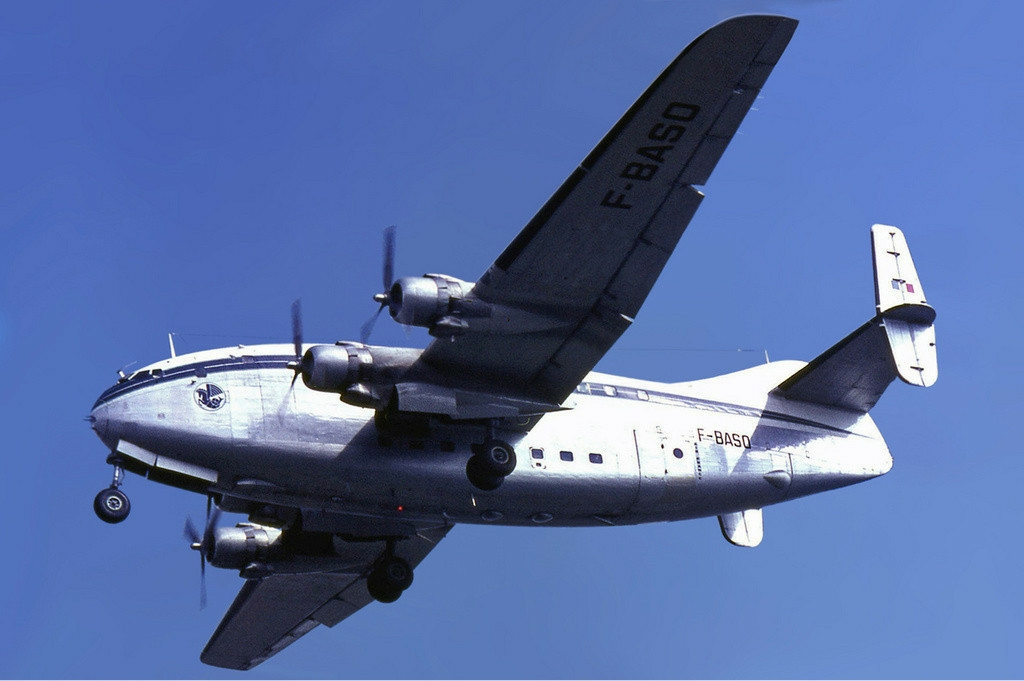
Breguet Br.763 Deux Ponts der Air France, Berlin-Tempelhof 1966

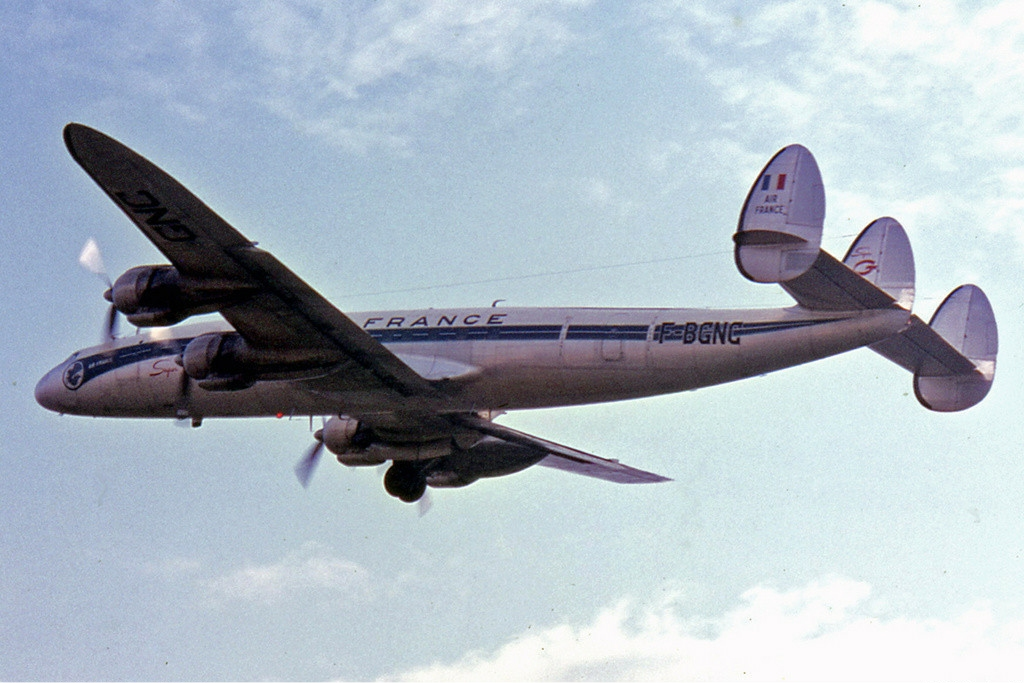
Lockheed L-1049G Super Constellation der Air France, Berlin-Tempelhof 1966

| Flugzeugtyp      | Luftfahrzeugkennzeichen | Bemalung  | Zeitraum                     | Bild |
| ---------------- | ----------------------- | --------- | ---------------------------- | ---- |
| Airbus A320-200  | F-HEPI                  | „SkyTeam“ | Juli 2017 bis November 2023  |      |
| Airbus A321-200  | F-GTAE                  | „SkyTeam“ | April 2013 bis Oktober 2023  |      |
| Boeing 777-300ER | F-GZNE                  | „SkyTeam“ | Juni 2009 bis September 2024 |      |
| Boeing 777-300ER | F-GZNN                  | „SkyTeam“ | Mai 2012 bis November 2024   |      |
| Boeing 777-300ER | F-GZNT                  | „SkyTeam“ | März 2016 bis September 2024 |      |
| Quelle:          |                         |           |                              |      |

### Ehemalige Flugzeugtypen

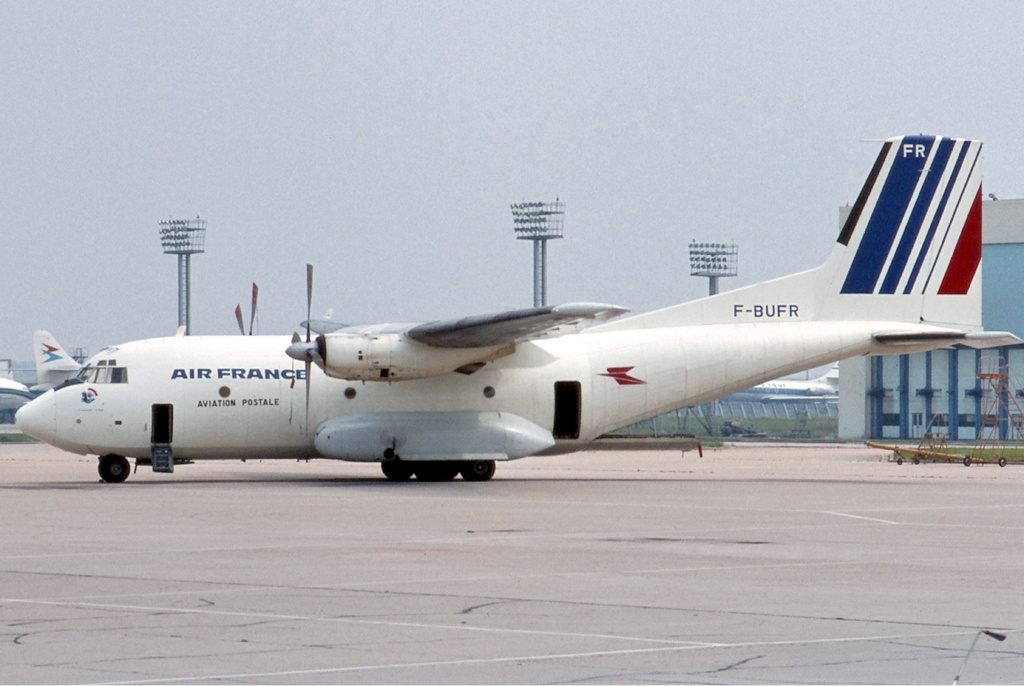
Transall C-160P der Air France im Jahr 1980

Air France hat in ihrer langen Geschichte eine Vielzahl unterschiedlicher Flugzeugtypen betrieben:
- Airbus A300
- Airbus A310
- Airbus A320-100
- Airbus A340-200/300
- Airbus A380
- Boeing 707
- Boeing 727-200
- Boeing 737-200/300/500
- Boeing 747-100/200/300/400
- Boeing 767
- Bréguet Br.763 Provence
- Concorde
- De Havilland Comet 1
- Douglas DC-3
- Douglas DC-4
- Douglas DC-6
- Fokker F-27
- Fokker F28
- Fokker 100
- Junkers Ju 52/3m und Amiot AAC 1 Toucan
- Latécoère 631
- Lockheed L-049/L-749 Constellation
- Lockheed L-1049 Super Constellation
- Lockheed L-1649 Starliner
- McDonnell Douglas DC-10
- Sud Aviation Caravelle
- Sud-Ouest Bretagne
- SNCASE SE.161 Languedoc
- Transall C-160
- Vickers Viscount

Hierzu einige exemplarische Zusatzinformationen:

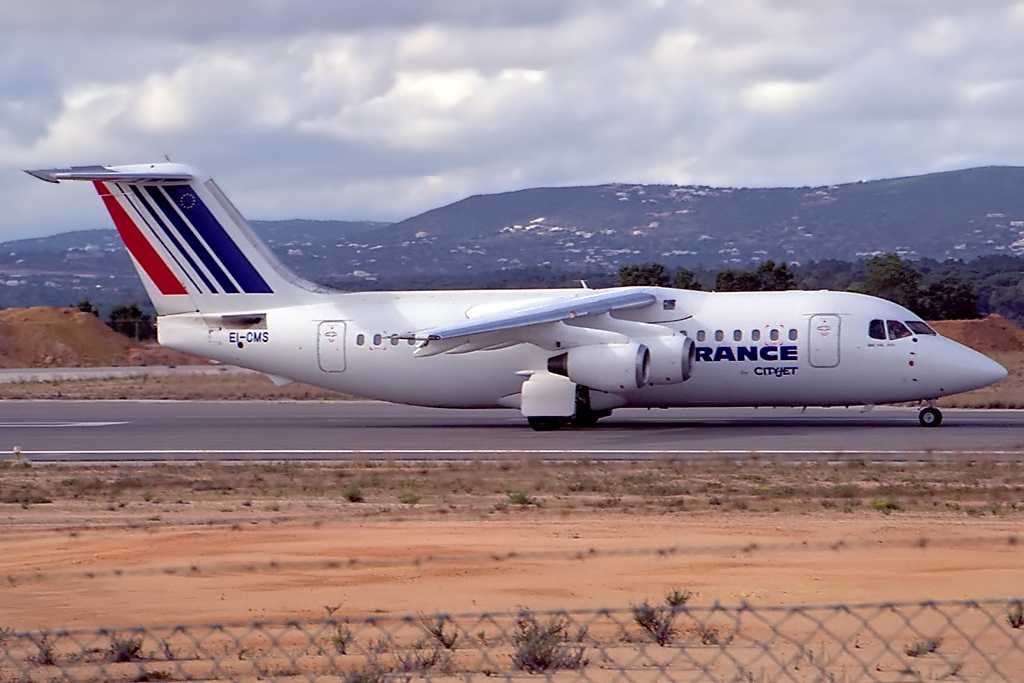
Eine von CityJet für die Air France betriebene Bae 146-200 im Jahr 1999

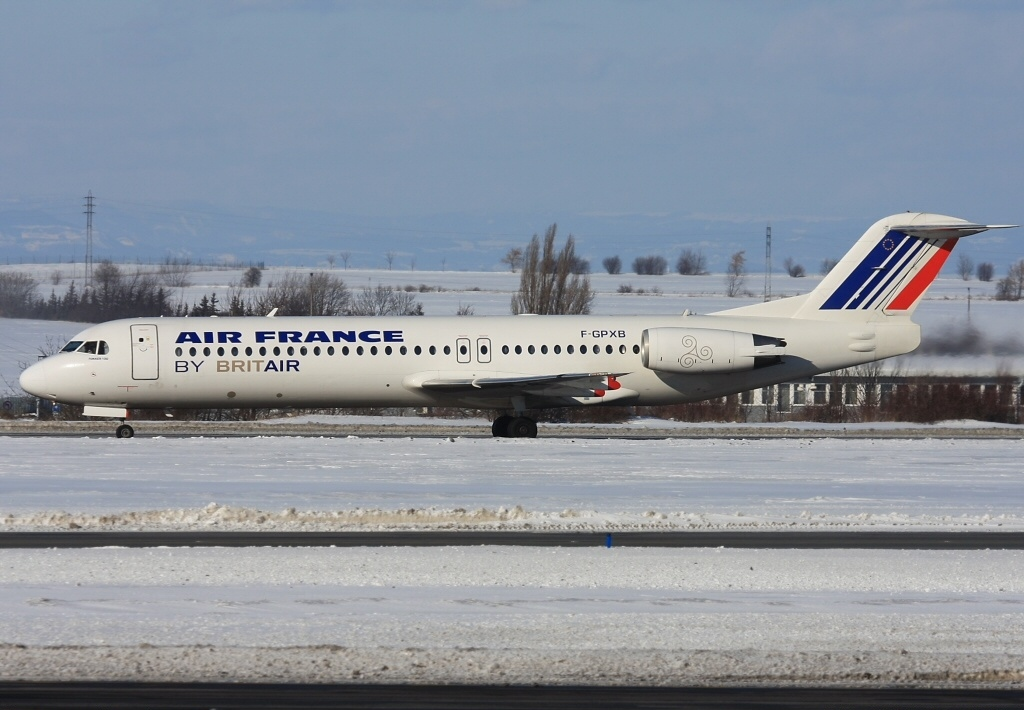
Eine von Brit Air betriebene Fokker 100 im Jahr 2010

- Boeing 737: Air France führte am 11. Juni 2007 ihren letzten Boeing 737-Linienflug durch. Dieser führte von Turin nach Paris-Charles de Gaulle und trug die Flugnummer AF1703. Durchgeführt wurde der Flug von einer 737-500 mit dem Luftfahrzeugkennzeichen F-GJND, die im Dezember 1991 an Air France ausgeliefert worden war und bei Air France über 34.300 Flugstunden absolviert hatte. Im Cockpit saß der Air France-737-Flottenchef.
- Boeing 747-200: Ende Juni 2005 musterte Air France die letzten Boeing 747-200 aus. Die letzte Maschine bediente lediglich noch die Strecke zwischen Paris-Orly und Saint-Denis auf Réunion. Ende 2007 wurde dann auch die Frachtversion der -200 ausgemustert.
- Boeing 747-300: Die letzten vier Boeing 747-300 wurden im Spätsommer 2006 ausgemustert. Zuletzt flogen diese nur noch zwischen Paris-Orly und Guadeloupe sowie Martinique.
- Concorde: Von 1976 bis zum Sommer 2003 betrieb Air France fünf Concorde, deren Flugverbindungen aufgrund der zuletzt schwachen Nachfrage und der hohen Wartungskosten eingestellt wurden.
- Bis zum Frühjahr 2018 waren auch Jets des Typs BAe 146 in den Farben der Air France zu sehen. Diese Flugzeuge wurden von CityJet oder WDL Aviation betrieben, während die ebenfalls bis Anfang 2018 zu sehenden Fokker 100 von Brit Air oder Trade Air betrieben wurden.

## Zwischenfälle
Für Air France sind von ihrer Gründung bis Juni 2023 insgesamt 112 Totalverluste von Flugzeugen verzeichnet. Bei 65 davon kamen insgesamt 1751 Personen ums Leben. Eine vollständige Liste für alle Totalschäden ab 1945 findet sich im Hauptartikel.